# 長橋村
長橋村（ながはしむら）は、かつて青森県にあった村。

## 沿革
- 1889年（明治22年）4月1日 - 町村制施行により北津軽郡神山村、野里村、浅井村、福山村、豊成村、戸沢村、松野木村が合併し、長橋村が発足。
- 1954年（昭和29年）10月1日 - 五所川原町、栄村、中川村、三好村、松島村、飯詰村と合併し市制施行して五所川原市となる。

## 公共施設等
五所川原市との合併時点
- 野里小学校
- 松野木小学校
- 長橋中学校
- 長橋郵便局